# Municipio de Painterhood
El municipio de Painterhood (en inglés: Painterhood Township) es un municipio ubicado en el condado de Elk en el estado estadounidense de Kansas. En el año 2010 tenía una población de 59 habitantes y una densidad poblacional de 0,38 personas por km².

## Geografía
El municipio de Painterhood se encuentra ubicado en las coordenadas 37°29′20″N 96°3′24″O / 37.48889, -96.05667. Según la Oficina del Censo de los Estados Unidos, el municipio tiene una superficie total de 154.69 km², de la cual 153,48 km² corresponden a tierra firme y (0,78 %) 1,21 km² es agua.

## Demografía
Según el censo de 2010, había 59 personas residiendo en el municipio de Painterhood. La densidad de población era de 0,38 hab./km². De los 59 habitantes, el municipio de Painterhood estaba compuesto por el 93,22 % blancos, el 1,69 % eran de otras razas y el 5,08 % eran de una mezcla de razas. Del total de la población el 0 % eran hispanos o latinos de cualquier raza.